# Liste griechischer Schriftsteller (Neuzeit)
Die Liste griechischer Schriftsteller (Neuzeit) erfasst griechische oder griechischstämmige Schriftsteller, die in neugriechischer Sprache oder, als Folge der griechischen Diaspora, auch in anderen Sprachen Literatur im weitesten Sinne verfassen.

## A
- Tellos Agras Τέλλος Άγρας (1899–1944), Dichter, Kritiker
- Kostas Akrivos Κώστας Ακρίβος (* 1958), Prosaschriftsteller, Herausgeber von Anthologien, Lehrer an der Sekundarstufe
- Tilemachos Alaveras Τηλέμαχος Αλαβέρας (1926–2007), Prosaschriftsteller
- Vassilis Alexakis Βασίλης Αλεξάκης (1943–2021), Romanautor, schrieb auf Griechisch und Französisch
- Aris Alexandrou Άρης Αλεξάνδρου (1922–1978), Dichter, Prosaschriftsteller und Übersetzer
- Elli Alexiou Έλλη Αλεξίου (1894–1988), Prosaschriftstellerin
- Angelika Aliti Αντζέλικα Αλίτι (* 1946), Schriftstellerin, Theaterautorin, Journalistin, schreibt in deutscher Sprache
- Petros Ambazoglou Πέτρος Αμπατζόγλου (auch: Ambadsoglou) (1931–2004), Prosaschriftsteller
- Manolis Anagnostakis Μανόλης Αναγνωστάκης (1925–2005), Dichter
- Katerina Angelaki-Rooke Κατερίνα Αγγελάκη-Ρουκ (1939–2020), Dichterin
- Renos Apostolidis Ρένος Αποστολίδης (1924–2004), Prosaschriftsteller, Kritiker, Essayist und Herausgeber von Anthologien
- Evgenios Aranitsis Ευγένιος Αρανίτσης (* 1955), Prosaschriftsteller, Essayist, Lyriker und Literaturkritiker
- Giorgos Athanasiadis-Novas Γιώργος Αθανασιάδης-Νόβας (1893–1987), Schriftsteller, Politiker und Ministerpräsident
- Tassos Athanassiadis Τάσος Αθανασιάδης (1913–2006), Prosaschriftsteller
- Kosta Athanasopoulos Κώστας Αθανασόπουλος (* 1969), Schriftsteller, schreibt in deutscher Sprache

## B
- Nikos Bakolas Νίκος Μπακόλας (1927–1999), Prosaschriftsteller
- Jannis Beratis Γιάννης Μπεράτης (1904–1968), Prosaschriftsteller

## C
- Nikos Chatzinikolaou Νίκος Χατζηνικολάου (1935–2009), Dichter und Übersetzer
- Marios Chakkas (Hakkas) Μάριος Χάκκας (1931–1972), Prosaschriftsteller
- Kyriakos Charalambidis Κυριάκος Χαραλαμπίδης (* 1940), Lyriker
- Dionysis Charitopoulos Διονύσης Χαριτόπουλος (* 1947), Prosaschriftsteller
- Kostas Chatziargyris Κώστας Χατζηαργύρης (1912–1963), Prosaschriftsteller
- Dimitris Chatzis (auch: Hadzis oder Hatzis) Δημήτρης Χατζής (1913–1981), Prosaschriftsteller
- Konstantinos Chatzopulos Κωσταντίνος Χατζόπουλος (1868–1920), Autor
- Giorgos Chimonas Γιώργος Χειμωνάς (1939–2000), Prosaschriftsteller
- Chrístos Chomenidis Χρήστος Χωμενίδης (* 1966), Prosaschriftsteller
- Dinos Christianopulos Ντίνος Χριστιανόπουλος(1931–2020), Prosaschriftsteller
- Nikos Chouliaras Νίκος Χουλιαράς (1940–2015), Prosaschriftsteller, Lyriker, Maler und Musiker

## D
- Penelope Delta Πηνελόπη Δέλτα (1874–1941)
- Margaritis Dimitsas Μαργαρίτης Δήμητσας (1830–1903), klassischer Philologe, Historiker und Geograph, schrieb auf Griechisch und Deutsch
- Sotiris Dimitriou Σωτήρης Δημητρίου (* 1955), Prosaschriftsteller
- Dimitris Dimitriadis Δημήτρης Δημητριάδης (* 1944), Dramatiker, Prosaschriftsteller, und Dichter
- Nikos Dimou Νίκος Δήμου (* 1935), Essayist, Prosaschriftsteller und Dichter
- Kiki Dimoula Κική Δημουλά (1931–2020), Dichterin
- Lena Divani Λένα Διβάνη (* 1955), Professorin für Geschichte der Außenpolitik Griechenlands
- Apostolos Doxiadis Απόστολος Δοξιάδης (* 1953), Prosaschriftsteller und Filmproduzent
- Philippos D. Drakondaidis Φίλιππος Δρακονταειδής (* 1940), Prosaschriftsteller und Dichter
- Maro Douka Μάρω Δούκα (* 1947), Prosaschriftstellerin

## E
- Neni Efthymiadi Νένη Ευθυμιάδη (1946–2008), Prosaschriftstellerin
- Odysseas Elytis Οδυσσέας Ελύτης, eigentlich Οδυσσέας Αλεπουδέλης (1911–1996), Dichter, Nobelpreisträger
- Andreas Embirikos Ανδρέας Εμπειρίκος (1901–1975), Dichter und Prosaschriftsteller
- Nikos Engonopoulos Νίκος Εγγονόπουλος (1907–1985), Dichter, Maler, Bühnenbildner

## F
- Evgenia Fakinou Ευγενία Φακίνου (* 1945), Kinderbuchautorin und Prosaschriftstellerin
- Alekos Fassianos Αλέκος Φασιανός (1935–2022), Maler und Schriftsteller
- Nikos Fokas Νίκος Φωκάς (1927–2021), Dichter

## G
- Nikos Gatsos Νίκος Γκάτσος (1911–1992), Dichter
- Freddy Germanos Φρέντυ Γερμανός (1934–1999), Journalist und Schriftsteller
- Kostis Gimossulis Κωστής Γκιμοσούλης (* 1960) Dichter
- Katerina Gogou Κατερίνα Γώγου (1940–1993) Dichterin und Schauspielerin
- Vassilis Gurojannis Βασίλης Γκουρογιάννης (* 1951), Schriftsteller und Anwalt

## H
- Vangelis Hatziyannidis Βαγγέλης Χατζηγιαννίδης (* 1967)

## K
- Nikos Kachtitsis Νίκος Καχτίτσης (1926–1970), Schriftsteller
- Ektor Kaknavatos Έκτωρ Κακναβάτος (1920–2010), Dichter
- Nikolas Kalas Νικόλαος Κάλας (1907–1988)
- Pandelís Kaliotsos Παντελής Καλιότσος (1925–2016), Schriftsteller
- Dimitirs Kalokyris Δημήτρης Καλοκύρης (* 1948) Verleger, Graphiker, Übersetzer
- Andreas Kalvos (Kalbos) Ανδρέας Κάλβος (1792–1869), Dichter
- Dean Kalimniou (* 1977), Schriftsteller
- Iakovos Kambanellis Ιάκωβος Καμπανέλλης (1922–2011)
- Panagiotis Kanellopoulos Παναγιώτης Κανελλόπουλος (1902–1986)
- M. Karagatsis Μ. Καραγάτσης (1908–1960), Schriftsteller
- Margarita Karapanou Μαργαρίτα Καραπάνου (1946–2008)
- Panos Karnezis Πάνος Καρνέζης (* 1967), Schriftsteller
- Níkos Karouzos Νίκος Καρούζος (1926–1990), Dichter
- Kostas Karyotakis Κώστας Καρυωτάκης (1896–1928), Dichter
- Ioanna Karystiani Ιωάννα Καρυστιάνη (* 1952) Karikaturistin, Schriftstellerin
- Tolis Kasantzis Τόλης Καζαντζής (1938–1991)
- Nikos Kasdaglis Νίκος Κάσδαγλης (1928–2009)
- Vangelis Kassos Βαγγέλης Κάσσος (* 1956), Politiker und Dichter
- Angela Kastrinaki Αγγέλα Καστρινάκη (* 1961), Professorin für Komparatistik, Kreta
- Konstantinos Petrou Kavafis Κωνσταντίνος Πέτρου Καβάφης (1863–1933), Dichter
- Nikos Kavvadias Νίκος Καββαδίας (1910–1975), Dichter
- Nikos Kazantzakis Νίκος Καζαντζάκης (1883–1957), Schriftsteller
- Maria Kentrou-Agathopulou Μαρία Κέντρου - Αγαθοπούλου (* 1930), Dichterin und Schriftstellerin
- Natassa Kesmeti Νατάσα Κεσμέτη (* 1947), Schriftstellerin
- Kostas Kondromimos (1960–1996)
- Adamantios Korais Αδαμάντιος Κοραής (1748–1833), Schriftsteller
- Vitsentzos Kornaros Βιτσέντζος Κορνάρος (1553–1613 oder 1614), Dichter
- Alexandros Kotzias Αλέξανδρος Κοτζιάς (1926–1992)
- Menis Koumandareas Μένης Κουμανταρέας (1931–2014), Schriftsteller
- Dimosthenis Kourtovik Δημοσθένης Κούρτοβικ (* 1948) (Dimosthenis Kurtovik)
- Mimika Kranaki Μιμίκα (Δήμητρα) Κρανάκη (1922–2008), Prosaschriftstellerin
- Dimitris P. Kraniotis Δημήτρης Π. Κρανιώτης (* 1966), Dichter und Arzt
- Kostas Krystallis (auch: Kroustallis) Κώστας Κρυστάλλης oder Κρουστάλλης (1868–1894), Dichter und Schriftsteller

## L
- Andreas Laskaratos Ανδρέας Λασκαράτος (1811–1901), Schriftsteller
- George Leonardos Γιώργος Λεονάρδος (* 1937), Journalist und Schriftsteller
- Tasos Leivaditis Τάσος Λειβαδίτης (1922–1988), Dichter
- Menelaos Loundemis Μενέλαος Λουντέμης (1912–1977), Schriftsteller und Dichter
- Dimitris Lyacos Δημήτρης Λυάκος (* 1966), Dichter und Dramatiker
- Margarita Lymberaki (1919–2001), Schriftstellerin

## M
- Yianis Makridakis Γιάννης Μακριδάκης (* 1971), Schriftsteller
- Miltiadis Malakassis Μιλτιάδης Μαλακάσης (1869–1943), Dichter
- Giannis Manglis Γιάννης Μαγκλής (1909–2006), Schriftsteller
- Lena Manta Λένα Μαντά (* 1964), Schriftstellerin
- Petros Markaris Πέτρος Μάρκαρης (* 1937), Krimiautor, Drehbuchautor und Übersetzer
- Giorgos Markopoulos Γιώργος Μαρκόπουλος (* 1951), Dichter
- André Massepain, auch bekannt als André Kédros Ανδρέας Κέδρος, geboren als Virgilios Solominidis Βιργίλιος Σολομωνίδης (1917–1999), Schriftsteller und Übersetzer
- Jenny Mastoraki Τζένη Μαστοράκη (* 1949), Schriftstellerin und Übersetzerin
- Pavlos Matessis Παύλος Μάτεσις (1933 2013), Übersetzer und Autor von Theaterstücken
- Vasilis Michaelidis Βασίλης Μιχαηλίδης (1849–1917), Dichter
- Amanda Michalopoulou Αμάντα Μιχαλοπούλου (* 1966), Schriftstellerin
- Christophoros Milionis Χριστόφορος Μηλιώνης (1932–2017), Schriftsteller
- Chronis Missios Χρόνης Μίσσιος (1930–2012), Schriftsteller
- Kostoula Mitropoulou Κωστούλα Μητροπούλου (1933–2004), Schriftstellerin, Verfasserin der Novelle Der Trödelladen in der Tsimiski
- Theodoros Montzeleze Θεόδωρος Μοντσελέζε (Anf. 17. Jh.), sonst unbekannter Verfasser der Evjena von der Insel Zakynthos
- Kostas Murselas Κώστας Μουρσελάς (1932–2017), Schriftsteller
- Stratis Myrivilis Στρατής Μυριβήλης, Pseudonym für Evstratios Stamatopulos Ευστράτιος Σταματόπουλος (1890–1969), Schriftsteller und Journalist

## N
- Lilika Nakou Λιλίκα Νάκου (1899/1903/1904/1906–1989), Journalistin und Schriftstellerin
- Aristotelis Nikolaidis Αριστοτέλης Νικολαΐδης (1922–1996), Psychiater, Journalist und Schriftsteller
- Konstantinos Nikolopoulos Κωνσταντίνος Νικολόπουλος (1786–1841), Musiker und Schriftsteller
- Pavlos Nirvanas Παύλος Νιρβάνας Pseudonym für Petros K. Apostolidis Πέτρος Κ. Αποστολίδης (1866–1937), Journalist, Dichter und Schriftsteller
- Dimitris Nollas Δημήτρης Νόλλας (* 1940), Drehbuchautor und Schriftsteller

## P
- Kostis Palamas Κωστής Παλαμάς (1859–1943), Dichter (u. a. der Olympischen Hymne)
- Alekos Panagoulis Αλέξανδρος Παναγούλης (1939–1976), Schriftsteller und Widerstandskämpfer
- Ioannis Michail Panagiotopoulos Ιωάννης Μιχαήλ Παναγιωτόπουλος (1901–1982), Dichter und Kritiker
- Alexis Panselinos Αλέξης Πανσέληνος (* 1943), Schriftsteller
- Assimakis Panselinos Ασημάκης Πανσέληνος (1903–1984), Schriftsteller, Dichter und Rechtsanwalt
- Panikos Päonidis Πανίκος Παιονίδης (* 1925), Journalist, Gründungsmitglied der zypriotischen Friedensbewegung
- Katina Papa Κατίνα Παπά (1903–1959), Dichterin und Erzählerin
- Alexandros Papadiamantis Αλέξανδρος Παπαδιαμάντης (1851–1911), Schriftsteller
- Ilias Papadimitrakopulos Ηλίας Παπαδημητρακόπουλος (* 1930), Arzt und Erzähler
- Dimitris P. Papaditsas Δημήτρης Π. Παπαδίτσας (1922–1987), Arzt und Schriftsteller
- Eftychia Papagiannopoulou Ευτυχία Παπαγιαννοπούλου (1893–1972), Lyrikerin und Liedtexterin
- Kostis Papagiorgis Κωστής Παπαγιώργης (1947–2014), Schriftsteller
- Konstantinos Paparrigopoulos Κωνσταντίνος Παπαρρηγόπουλος (1815–1891), Historiker und Schriftsteller
- Soritis Patatzis Σωτήρης Πατατζής (1914–1991), Journalist und Erzähler
- Titos Patrikios Τίτος Πατρίκιος (* 1928), Übersetzer, Dichter und Schriftsteller
- Nikos Gavriil Pentzikis Νίκος Γαβριήλ Πεντζίκης (1908–1993), Maler und Schriftsteller
- Ilias Petropoulos Ηλίας Πετρόπουλος  (1928–2003), Literaturkritiker, Dichter und Journalist
- Thanassis Petsalis-Diomidis Θανάσης Πετσάλης-Διομήδης (1904–1995), Schriftsteller
- Spyros Plaskovitis Σπύρος Πλασκοβίτης (1917–1999), Politiker, Richter und Schriftsteller
- Rea Revekka Poulharidou Ρέα Ρεβέκκα Πουλχαρίδου (* 1967), Dichterin und Schriftstellerin
- Pandelis Prevelakis Παντελής Πρεβελάκης (1909–1986), Professor für Kunstgeschichte und Dichter
- Lefteris Poulios Λευτέρης Πούλιος (* 1944), Dichter

## R
- Vangelis Raptopoulos Βαγγέλης Ραπτόπουλος (* 1959), Schriftsteller
- Alexandros Rizos Rangavis Αλέξανδρος Ρίζος Ραγκαβής (1809–1892), Dichter
- Giannis Ritsos Γιάννης Ρίτσος (1909–1990), Dichter, Schriftsteller und Übersetzer
- Emmanouil Roidis Εμμανουήλ Ροΐδης (1836–1904) Schriftsteller (u. a. Päpstin Johanna)
- Dionyssios Romas Διονύσιος Ρώμας (1906–1981), Politiker und Schriftsteller
- Rodis Kanakaris-Roufos Ρόδης Κανακάρης-Ρούφος (1924–1972), Diplomat und Schriftsteller

## S
- Miltos Sachtouris Μίλτος Σαχτούρης (1919–2005), Dichter
- Antonis Samarakis Αντώνης Σαμαράκης (1919–2003), Schriftsteller
- Galatia Sarandi Γαλάτεια Σαράντη (1920– 2009), Schriftstellerin
- Georges Sari Ζωρζ Σαρή (Georgia Sarivaxevani) (1927–2012), Schauspielerin und Schriftstellerin
- Siranna Sateli Ζυράννα Ζατέλη (* 1951), Schriftstellerin
- David Sedaris Ντέιβιντ Σεντάρις (* 1956), US-Essayist (griech. Vater)
- Giorgos Seferis Γιώργος Σεφέρης (1900–1971), Dichter, Diplomat und Nobelpreisträger
- Aris Sfakinakis Άρης Σφακιανάκης (* 1958), Schriftsteller
- Periklis Sfyridis Περικλής Σφυρίδης (* 1933), Schriftsteller und Arzt
- Angelos Sikelianos Άγγελος Σικελιανός (1884–1951), Dichter
- Nona Simakis (* 1965) (schreibt in deutscher Sprache)
- Takis Sinopoulos Τάκης Σινόπουλος (1917–1981), Dichter
- Giorgos Skambardonis Γιώργος Σκαμπαρδώνης (Jorgos; * 1953), Journalist und Schriftsteller
- Alexandros Skias Αλέξανδρος Σκιάς (* 1924), Übersetzer
- Giorgos Skourtis Γιώργος Σκούρτης (1940–2018), Schriftsteller
- Dionysios Solomos Διονύσιος Σολωμός (1798–1857), Dichter (u. a. der griechischen Nationalhymne)
- Dido Sotiriou Διδώ Σωτηρίου (1909–2004), Schriftstellerin und Journalistin
- Ersi Sotiropoulou Έρση Σωτηροπούλου (* 1953), Schriftstellerin
- Antonis Sourounis Αντώνης Σουρούνης (1942–2016), Schriftsteller
- Alexis Stamatis Αλέξης Σταμάτης (* 1960), Schriftsteller

## T
- Kostas Tachtsis Κώστας Ταχτσής (1927–1988), Schriftsteller
- Phaidon Tamvakakis Φαίδων Ταμβακάκης (* 1960), Schriftsteller
- Petros Tatsopoulos Πέτρος Τατσόπουλος (* 1959), Politiker und Schriftsteller
- Angelos Tersakis Άγγελος Τερζάκης (1907–1979), Erzähler und Theaterautor
- Nikos Themelis Νίκος Θέμελης (1947–2011) Schriftsteller und Politiker
- Avra Theodoropoulou Αύρα Θεοδωροπούλου  (1880–1963), Schriftstellerin, Musikkritikerin und Frauenrechtlerin
- Takis Theodoropoulos Τάκης Θεοδωρόπουλος (* 1954), Journalist und Schriftsteller
- Giorgos Theotokas Γιώργος Θεοτοκάς (1906–1966)
- Eleni Torossi Ελένη Τορόση (1947–2022), Journalistin und Schriftstellerin
- Soti Triantafyllou Σώτη Τριανταφύλλου (* 1957), Schriftstellerin und Übersetzerin
- Spyridon Trikoupis Σπυρίδων Τρικούπης (1788–1873), Politiker, Diplomat und Historiker
- Evgenios Trivizas Ευγένιος Τριβιζάς (* 1946) Kinderbuchautor und Professor der Kriminologie
- Constantine A. Trypanis Κωνσταντίνος Αθανάσιος Τρυπάνης (1909–1993), griechischer Byzantinist, Klassischer Philologe, Neogräzist und Dichter griechischer wie englischer Sprache sowie griechischer Minister für Kultur und Wissenschaft
- Vassilis Tsiambussis Βασίλης Τσιαμπούσης (* 1953), Bauingenieur und Schriftsteller
- Stratis Tsirkas Στρατής Τσίρκας (1911–1980), Schriftsteller
- Sotia Tsotou Σώτια Τσώτου (1942–2011), Dichterin und Journalistin

## V
- Christos Vakalopoulos Χρήστος Βακαλόπουλος (1956–1993), Drehbuchautor und Schriftsteller
- Aristotelis Valaoritis Αριστοτέλης Βαλαωρίτης (1824–1879), Dichter
- Nanos Valaoritis Νάνος Βαλαωρίτης (1921–2019), Dichter und Schriftsteller
- Thanasis Valtinos Θανάσης Βαλτινός (* 1932), Schriftsteller
- Maro Vamvounaki Μάρω Βαμβουνάκη (* 1948), Notarin und Schriftstellerin
- Kostas Varnalis Κώστας Βάρναλης (1884–1974), Dichter
- Vasilis Vasilikos Βασίλης Βασιλικός (1933–2023), Schriftsteller
- Nikos Vassiliadis Νίκος Βασιλειάδης (* 1942) Lehrer, Übersetzer und Schriftsteller
- Rigas Velestinlis Ρήγας Βελεστινλής oder Rigas Fereos Ρήγας Φεραίος (1757–1798), Diplomat, Übersetzer und Schriftsteller
- Thanassis Vembos (* 1963), Science-Fiction-Autor und Journalist
- Ilias Venezis Ηλίας Βενέζης (1904–1973), Prosaschriftsteller und Theaterautor
- Demetrius Vikelas Δημήτριος Βικέλας (1835–1908), Dichter und Schriftsteller
- Ioannis Vilaras Ιωάννης Βηλαράς (1771–1823), Dichter
- Georgios Vizyinos Γεώργιος Βιζυηνός (1849–1896), Autor
- Angelos Vlachos (1838–1920), Dichter und Schriftsteller
- Angelos S. Vlachos Άγγελος Βλάχος (1915–2003), Dichter, Jurist und Diplomat
- Eva Vlami Εύα Βλάμη (1920–1974), Schriftstellerin
- Charis Vlavianos Χάρης Βλαβιανός (* 1957), Schriftsteller
- Nikiforos Vrettakos Νικηφόρος Βρεττάκος (1912–1991), Dichter und Prosaschriftsteller

## X
- Gregorios Xenopoulos Γρηγόριος Ξενόπουλος (1867–1951), Journalist und Schriftsteller
- Giannis Xanthoulis Γιάννης Ξανθούλης (* 1947), Journalist, Schriftsteller und Theaterautor

## Y
- Giannis Yfandis Γιάννης Υφαντής (* 1949), Dichter

## Z
- Alki Zei Άλκη Ζέη (1927–2020), Schriftstellerin
- Lily Zografou Λιλή Ζωγράφου (1922–1998), Schriftstellerin und Journalistin